# Dr. Giggles
Dr. Giggles è un film del 1992 diretto da Manny Coto.
Pellicola slasher di produzione nippo-statunitense, lanciata il 23 ottobre del 1992.

## Trama
Nella città fittizia di Moorehigh i pazienti del Dr. Rendell iniziano a scomparire misteriosamente. Molto presto le indagini rivelano una scioccante verità: il medico sventra il cuore di tutti i cittadini che visita convinto di poterne trovare uno adatto alla moglie cardiopatica e in fin di vita. Ormai uscito allo scoperto, il Dr Rendell viene lapidato dai cittadini mentre il figlio, un bambino che vorrebbe seguire la orme del padre medico, sparisce dalla circolazione. Divenuto schizofrenico per i traumi subiti durante l’infanzia, il giovane viene rinchiuso per 35 anni in un manicomio da cui scapperà per tornare a Moorehigh per vendicarsi.
Nella stessa città vive una diciassettenne di nome Jennifer Campbell che programma, assieme al fidanzato Max, la sua pausa primaverile dagli studi, ma ha un problema: le è stata diagnosticata un'insufficienza cardiaca, che la rende dipendente da un apparecchio in grado di mantenerle stabile il battito. Tale apparecchio potrebbe evitarle un'eventuale operazione chirurgica, se non che la ragazza decide di disfarsene poco dopo. Nel frattempo, l'ormai Dr. Evans (soprannominato "Giggles", per la sua risata maligna), entra nella casa del padre defunto per analizzare i file del dottore, procurandosi una lista di nomi di altre persone da trucidare. Intanto, prende piede una leggenda in città, secondo cui i corpi di alcuni pazienti del dottor Rendell, sono nascosti all'interno delle mura della sua casa, ed è lì che gli amici di Jennifer decidono di indagare.
Da questo punto in poi, ha inizio la serie di omicidi brutali commessi dal dottore. Intanto, Jennifer, costretta a sottoporsi al trapianto di cuore, finisce nelle grinfie di Giggles, sostituitosi al vero medico della ragazza. Il killer trasporta la giovane in una sala operatoria, celata nella sua casa. Ma grazie al soccorso di un coraggioso poliziotto e al fidanzato Max, che era riuscito a raggiungere quest'ultimo alla casa dei Rendell in quanto ansioso della salute della propria ragazza, riesce a sfuggirgli poco prima che la casa vada in frantumi a causa delle esplosioni di alcune bombole di gas, danneggiate durante il tentativo di salvare Jennifer. All'apparenza sembra tutto finito, tanto è vero che Jennifer è pronta per l'intervento in ospedale, ma per la ragazza i guai non sono finiti: infatti il dr.Giggles, sopravvissuto e sfigurato dall'esplosione, ha raggiunto Jennifer in ospedale e dopo essersi sbarazzato del personale addetto, tenta con ogni mezzo di operarla. Ma la ragazza, con astuzia riesce ad ucciderlo con i suoi stessi strumenti di tortura. Alla fine Jennifer viene operata e al suo risveglio riceve la visita del padre riuscito miracolosamente a sopravvivere ad un violento attacco ricevuto da Giggle.